# Roazhon Park
El Roazhon Park ("parque de Rennes" en bretón), antes conocido como Stade de la Route de Lorient, es un estadio de fútbol situado cerca del centro de la ciudad de Rennes (Francia), y desde 1912 es el campo del Stade Rennais, un club de fútbol que juega en la primera división francesa.
Situado en la ruta 111 de Lorient, tiene un nombre que puede dar lugar a confusión con el Stade du Moustoir ubicado en Lorient. Su capacidad teórica es de 31 127 espectadores. Aunque en la práctica su aforo es de 29 500 personas, con capacidad para 1831 asientos VIP. De hecho, 1000 plazas de pie en la parte inferior de la tribuna del estadio no se venden al público, como otros pocos lugares donde la visibilidad es imperfecta. El estadio es propiedad de la ciudad de Rennes, que lo alquila al Stade Rennais.

## Eventos disputados

### Copa Mundial Femenina de Fútbol de 2019
- El estadio albergó siete partidos de la Copa Mundial Femenina de Fútbol de 2019.

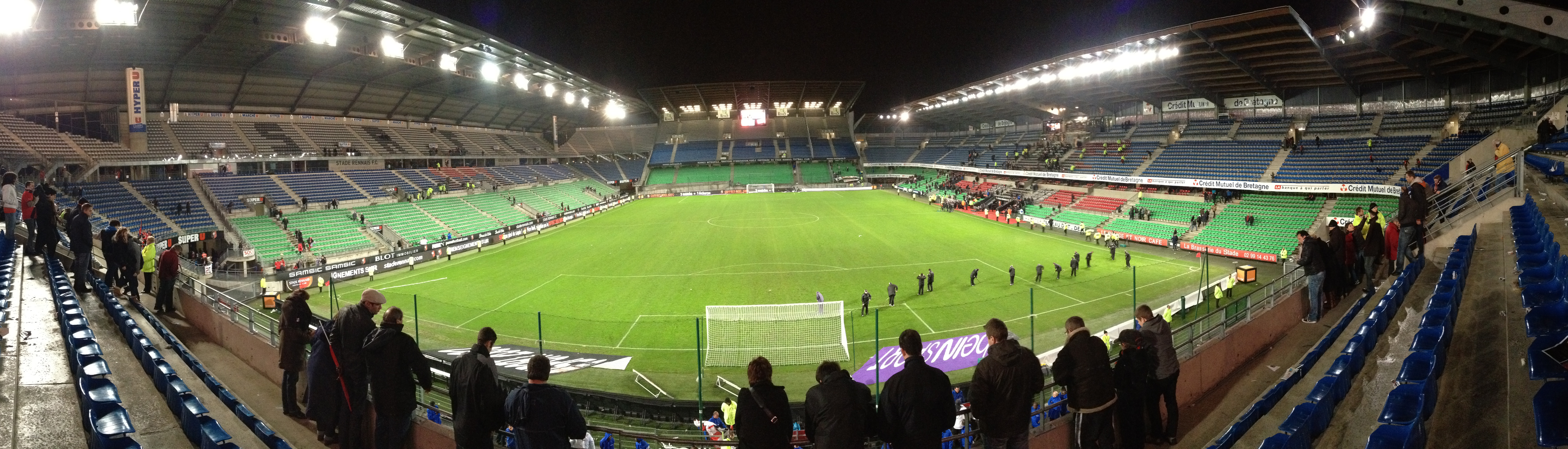
Imagen panorámica del estadio.

| Fecha               | Selección #1 | Resultado | Selección #2 | Ronda                 | Espectadores |
| ------------------- | ------------ | --------- | ------------ | --------------------- | ------------ |
| 8 de junio de 2019  | Alemania     | 1 - 0     | China        | Primera fase, Grupo B | 15 283       |
| 11 de junio de 2019 | Chile        | 0 - 2     | Suecia       | Primera fase, Grupo F | 15 875       |
| 14 de junio de 2019 | Japón        | 2 - 1     | Escocia      | Primera fase, Grupo D | 13 201       |
| 17 de junio de 2019 | Nigeria      | 1 - 2     | Francia      | Primera fase, Grupo A | 28 267       |
| 20 de junio de 2019 | Tailandia    | 0 - 2     | Chile        | Primera fase, Grupo F | 13 567       |
| 25 de junio de 2019 | Países Bajos | 2 - 1     | Japón        | Octavos de final      | 21 076       |
| 29 de junio de 2019 | Alemania     | 1 - 2     | Suecia       | Cuartos de final      | 25 301       |